# Margarita de Orellana
Margarita de Orella (Ciudad de México, 1950) es una escritora, historiadora, editora y gestora cultural mexicana. En 2023 obtuvo el Homenaje al Mérito Editorial de la Feria Internacional del Libro de Guadalajara.

## Trayectoria
Es egresada de la Universidad Iberoamericana. Doctora en Historia Moderna y Comparada por la Escuela de Altos Estudios en Ciencias Sociales de París. Fue docente de Historia de las Mentalidades en el postgrado de la Universidad Nacional Autónoma de México.
Desde 1988 codirige la revista Artes de México y es directora de la casa editorial del mismo nombre. 
Fue consultora histórica de series de televisión de HBO y películas como And Starring Pancho Villa as himself (basada en su libro Filming Pancho Villa). 
Es parte del patronato del Museo de Arte Popular de la Ciudad de México y del patronato del Museo Casa Ruth Lechuga. 

## Obra
Escribe sobre cultura mexicana arte y  artesanías y específicamente cine documental e histórico de la Revolución mexicana.
- La mano artesanal (2002)
- El arraigo de la imaginación (1998)
- La mirada circular. El cine norteamericano de la Revolución Mexicana (1991)
- Villa y Zapata en la Revolución Mexicana 1911-1917 (1985)
- Imágenes del pasado: el cine y la historia (1983).[4]

## Premios y reconocimientos
- 2023. Premio Nacional Juan Pablos al Mérito Editorial, otorgado por  la Cámara Nacional de la Industria Editorial Mexicana
- 2023. Homenaje al Mérito Editorial de la Feria Internacional del Libro de Guadalajara. [5] [6]